# 셰리 콜라
셰리 콜라(Sherry Cola, 1989년 11월 10일 ~ )는 미국의 배우, 코미디언이다.

## 출연 작품

### 영화
- 2023년 《조이 라이드》 - 롤로 역